# Četiri
Četiri je četvrti broj u skupu prirodnih brojeva. Nalazi se iza broja tri (3), a ispred broja pet (5). Prvi je složeni broj u nizu.

## Broj četiri u drugim jezicima
| Jezik       | Naziv   |
| ----------- | ------- |
| engleski    | four    |
| njemački    | vier    |
| nizozemski  | vier    |
| norveški    | fire    |
| danski      | fire    |
| švedski     | fyra    |
| portugalski | quatro  |
| španjolski  | cuatro  |
| francuski   | quatre  |
| talijanski  | quattro |
| rumunjski   | patru   |
| albanski    | katër   |
| litavski    | keturì  |
| latvijski   | četri   |
| poljski     | cztery  |
| češki       | čtyři   |
| slovački    | štyri   |
| slovenski   | štiri   |
| finski      | neljä   |